# 国际大屠杀纪念日
国际大屠杀纪念日（International Holocaust Remembrance Day）是一个国际纪念日，日期為每年的1月27日。每年的這一天都會舉辦紀念活動，纪念納粹大屠殺的受害者。1933年至1945年期间，納粹德國發動納粹大屠殺，殺死當時三分之一的犹太人以及其他无数少数民族。而1月27日是苏联红军1945年攻佔奥斯威辛集中营的日期。2005年11月1日，联合国大会第60/7号决议決定將每年的1月27日定為国际大屠杀纪念日。